# 能登ゴルフ倶楽部
能登ゴルフ倶楽部（のとゴルフクラブ）は、石川県羽咋郡志賀町にあるゴルフ場。大和ハウス工業グループのダイワロイヤルゴルフにより運営されている。

## コース概要
小笹昭三（INコース）と三浦一美（OUTコース）の設計で、大和団地が施工、面積117.5万m2、18ホール、パー72。豊かな松林の間から日本海が見える風光明媚なコース。大小14の池が戦略的に配置され、コースに彩を添えている。
練習場は250ヤード17打席。
無休でビジターのみ利用可能。また、クラブバスは無い。

## 沿革
1976年5月5日にオープン
2021年4月に27ホールから18ホールに規模を縮小。閉鎖したコースを利用して未舗装のオフロードなどを走る自転車競技「シクロクロス」の常設コースや、２ホール貸切のゴルフ練習用に開放するなど「ゴルフパーク化」を進めている。

## 交通アクセス
- 羽咋駅からタクシーで5分[1]。
- E86のと里山海道西山インターチェンジより8㎞。